# بارك سونغ بايك
بارك سونغ بايك (بالكورية: 박성백) مواليد 27 فبراير 1985 في سول، هو دراج كوري جنوبي. شارك في دورة الألعاب الأولمبية الصيفية.

## روابط خارجية
- بارك سونغ بايك على موقع الاتحاد الدولي للدراجات (الإنجليزية)
- بارك سونغ بايك على موقع أرشيف الدراجات (الإنجليزية)
- بارك سونغ بايك على موقع إحصائيات الدراجات الإحترافية (الإنجليزية)
- بارك سونغ بايك على موقع نسبة الدراجات (الإنجليزية)
- بارك سونغ بايك على موقع أوليمبيديا (الإنجليزية)